# Grupo fotográfico Alabern
El Grupo fotográfico Alabern fue una asociación de fotógrafos españoles creada a mitad de los años setenta y que compartían unas ideas fotográficas de vanguardia reivindicando la «fotografía de autor» como expresión artística.
Adoptaron el nombre en homenaje a Ramón Alabern y Casas que realizó en 1839 la primera fotografía conocida en España. Estaba formado por Rafael Navarro Garralaga, Manuel Esclusa, Joan Fontcuberta y Pere Formiguera, a los que se añadieron poco después Toni Catany, Koldo Chamorro y Mariano Zuzunaga. El grupo surgió con el fin de realizar proyectos comunes en torno a la galería Spectrum de Barcelona. Sin embargo el grupo duró poco tiempo.